# (73953) 1997 UN20
1997 يو أن 20 (ويعرف أيضًا باسم (73953) 1997 يو أن 20 وفق تسمية الكوكب الصغير) (بالإنجليزية: 1997 UN20)‏ هو كويكب ضمن حزام الكويكبات؛ وترتيبه 73953 من حيث الاكتشاف.
اكتُشف هذا الجُرم الفلكي بواسطة Maui Space Surveillance Complex ‏ في 27 أكتوبر 1997.

## وصلات خارجية
- (73953) 1997 UN20 في قاعدة بيانات مختبر الدفع النفاث لأجرام النظام الشمسي الصغيرة

- الاكتشاف · مخطط المدار ·  العناصر المدارية · المعلمات المادية

- (73953) 1997 UN20 على موقع ويكي سكاي: DSS2, SDSS, GALEX, IRAS, Hydrogen α, X-Ray, Astrophoto, Sky Map, Articles and images